# Stanislav Pelc
Stanislav Pelc (31 de octubre de 1955; Skorotice, actualmente parte de Ústí nad Labem) es un exfutbolista checoslovaco.

## Carrera
Durante su juventud, Stanislav Pelc jugó en el Sokol Skorotice y en el Spartak Ústí nad Labem. En 1975, se transfirió a Dukla Praga, donde permaneció hasta 1986. En Dukla alcanzó un total de 240 apariciones en la liga superior y marcó 63 goles. En 1977, 1979 y 1982 ganó la Primera División de Checoslovaquia y en 1981, 1983 y 1985 ganó la copa nacional. Pasó los últimos años de su carrera jugando en Chipre para el EPA Larnaca FC y en las ligas regionales de Austria.
Para la selección nacional de Checoslovaquia, Pelc disputó tres partidos.